# Trastevere
Trastevere (italijanska izgovorjava: [trasˈteːvere]) je 13. rimski rione (okrožje): označen je z začetnicami R. XIII in je znotraj Municipio I. Ime izvira iz latinščine trans Tiberim, dobesedno »onkraj Tibere« .
Grb prikazuje zlato glavo leva na rdečem ozadju, katerega pomen je negotov.

## Zgodovina
V obdobju Rimskega kraljestva (753–509 pr. n. št.) je območje čez Tibero pripadalo Etruščanom: Rimljani so ga poimenovali Ripa Etrusca (etruščanski breg). Rim ga je osvojil, da bi prevzel nadzor in dostop do reke z obeh bregov, vendar ga gradnja na tisti strani reke ni zanimala. Pravzaprav je bila edina povezava med Trasteverejem in ostalim delom mesta majhen lesen most, imenovan Pons Sublicius (most na lesenih pilotih).
V času Republike ok. 509 pr. n. št. se je povečalo število mornarjev in ribičev, ki so se preživljali z reko in mnogi so se nastanili v Trastevereju. Tam so se naselili tudi priseljenci z vzhoda, predvsem Judje in Sirci. Območje se je začelo šteti za del mesta pod Avgustom, ki je Rim razdelil na 14 regij (regiones v latinščini); sodobni Trastevere je bil XIV. in se je imenoval Trans Tiberim.
Od konca Rimske republike je bila četrt tudi središče pomembne judovske skupnosti, ki je tam živela do konca srednjega veka. Najstarejša preostala rimska sinagoga, čeprav se kot taka ne uporablja več, je v tem okrožju. Stavba je bila zgrajena leta 980 in je leta 1073 s trudom leksikografa Nathana ben Yechiela postala sinagoga. Znotraj stavbe je bil tudi mikveh. Na dnu osrednjega stebra je še vedno viden hebrejski napis.  Uporaba kot sinagoge se je končala, ko so se bili Judje sredi 16. stoletja prisiljeni preseliti v rimski geto na drugi strani reke Tibere. Zdaj se uporablja komercialno in jo najdemo pri št. 14, Vicolo dell'Atleta.
Zaradi bogastva cesarske dobe se je več pomembnih osebnosti odločilo, da bodo v Trastevereju zgradili svojo vilo, vključno s Klodijo (rimsko plemkinjo) in Julijem Cezarjem (njegova vrtna vila, Horti Caesaris). Regio je vključevala dve najstarejši cerkvi v Rimu, Titulus Callixti, pozneje imenovano bazilika svete Marije v Trasteveru, in Titulus Cecilae, cerkev svete Cecilije v Trasteveru.
Da bi imel trdnjavo na desnem bregu in obvladoval grič Gianicolo, je cesar Avrelijan (270–275) delno vključil Transtiberim v obzidje, postavljeno za obrambo mesta pred germanskimi plemeni.
V srednjem veku je imel Trastevere ozke, vijugaste, nepravilne ulice; poleg tega zaradi mignani (konstrukcij na sprednji strani zgradb) ni bilo prostora za prevoz vozov. Konec 15. stoletja so bili ti mignani odstranjeni. Kljub temu je Trastevere ostal labirint ozkih ulic. Močan kontrast je bil med velikimi, razkošnimi hišami višjih slojev in majhnimi, dotrajanimi hišami revnih. Ulice niso imele tlakovcev vse do časa Siksta IV. ob koncu 15. stoletja. Sprva so uporabljali opeke, kasneje pa so jih nadomestili sampietrini (kamniti tlakovci), ki so bili bolj primerni za kočije. Zahvaljujoč delni izolaciji (bilo je "onkraj Tibre") in dejstvu, da je bilo prebivalstvo že od antičnega rimskega obdobja multikulturno, so prebivalci Trastevereja, imenovanega Trasteverini, razvili svojo kulturo. Leta 1744 je papež Benedikt XIV. spremenil meje rionov in Trastevereju dal sodobne meje.

## Sodobnost
Danes Trastevere ohranja svoj značaj zaradi ozkih tlakovanih ulic, obdanih s starodavnimi hišami. Ponoči se domačini in turisti zbirajo v številnih gostilnah in restavracijah, vendar ostaja velik del prvotnega značaja Trastevereja. Območje je tudi dom več tujih akademskih institucij, vključno z Ameriško univerzo v Rimu in Univerzo John Cabot (obe sta zasebni ameriški univerzi), Ameriško akademijo v Rimu, kampusom Fakultete za liberalne umetnosti Thomas More, kanadsko Šolo za arhitekturo Univerze v Waterlooju (med septembrom in decembrom) in Arhitekturno šolo ameriškega inštituta Pratt zato služita kot dom mednarodnega študentskega telesa.
Soseska je privabila umetnike, tuje izseljence in številne znane ljudi. V 1960-ih in 1970-ih letih sta v Via della Luce živela ameriška glasbenika/skladatelja Frederic Rzewski in Richard Teitelbaum iz skupine Musica Elettronica Viva. Sergio Leone, direktor špageti westernov, je odraščal v Viale Glorioso (na steni stanovanjske stavbe je marmorna plošča v njegov spomin) in hodil v katoliško zasebno šolo v soseščini. Ennio Morricone, skladatelj filmske glasbe, je hodil v isto šolo in eno leto je bil v istem razredu kot Sergio Leone.

## Geografija
Rione je na zahodnem bregu reke Tibere, južno od Vatikana, v ravnini med meandrom reke in gričem  Gianicolo. Poleg reke, ki označuje vzhodno mejo okrožja, je območje na zahodu in jugu omejeno z obzidjem Mura gianicolensi, na severu pa s predorom Galleria Principe Amedeo di Savoia-Aosta.

### Meje
Na severu Trastevere meji na Borgo (R. XIV), čigar mejo določa del obzidja Urbana VIII., poleg Rampa del Sangallo in Viale delle Mura Aurelie, na Piazza della Rovere in na Ponte Principe Amedeo.
Na vzhodu rione meji na Ponte (R. V), Regola (R. VII) in Ripa (R. XII): mejo označuje odsek Tibere med Ponte Principe Amedeo in Ponte Sublicio.
Na jugu Trastevere meji s Quartiere Portuense (Q. XI), od katerega je ločen s kratkim odsekom Avrelijanovega zidu poleg trga Piazza di Porta Portese; pa tudi s Quartiere Aurelio (Q. XIII), od katere je ločen odsek zidov med Porta Portese in Porta San Pancrazio.
Na zahodu meji s Quartiere Gianicolense (Q. XII), katerega meja je označena z Avrelijevim zidom, poleg Viale delle Mura Aurelie.

## Zanimivosti

### Palače in druge zgradbe
- Palazzo Corsini alla Lungara, na Via della Lungara, sedež botaničnega vrta v Rimu.
- Vila Farnesina na ulici Via della Lungara.
- Vila Lante al Gianicolo, v Passeggiata del Gianicolo.
- Vila Sciarra, na Via Calandrelli.
- Vila Spada na ulici Via Giacomo Medici, zgrajena leta 1639, sedež irskega veleposlaništva pri Svetem sedežu. 41°53′16″N 12°27′52″E / 41.887709°N 12.464380°E
- Regina Coeli, na ulici Via della Lungara.
- San Michele a Ripa.

### Cerkve
- Bazilika svete Marije v Trasteveru
- Santa Maria dell'Orto
- San Crisogono
- Santa Cecilia v Trastevereju
- Santa Maria dei Sette Dolori
- San Pietro v Montoriju
- San Callisto
- Sant'Agata v Trastevereju
- Sant'Onofrio al Gianicolo
- San Benedetto v Piscinuli
- Santa Maria della Luce
- in druge

### Fontane
- Fontana dell'Acqua Paola
- Fontanone di Ponte Sisto